# Eligmodontia moreni
Eligmodontia moreni es una especie de roedor de la familia Cricetidae.

## Distribución geográfica
Se encuentra sólo en Argentina.